# 日本磁気歯科学会
日本磁気歯科学会（にほんじきしかがっかい、The Japanese Society of Magnetic Applications in Dentistry:JSMAD）とは、歯科臨床への多様な磁気応用に関する学問を取り扱う専門学術団体の一つである。日本歯科医学会の認定分科会。

## 概要
1991年に設立。2019年9月30日現在 会員数341名。2020年現在、会長は大久保力廣。

## 総会
- 年1回

## 本部事務局
- 〒350-0283 埼玉県坂戸市けやき台1-1 明海大学歯学部機能保存回復学講座歯科補綴学分野内

## 学会誌
- 『日本磁気歯科学会雑誌』年2回発刊 ISSN 0918-9629

## 専門認定
- 歯科医師
  - 日本磁気歯科学会認定医

## 大会等
| 年     | 月日         | 名称                           | 会長     | 会場       | テーマ                   | 参加者数 | 備考  |
| ------ | ------------ | ------------------------------ | -------- | ---------- | ------------------------ | -------- | ----- |
| 2012年 | 11月2日～3日 | 第22回日本磁気歯科学会学術大会 | 市川哲雄 | 徳島大学   | 磁気歯科の原点から未来へ |          | [ 5 ] |
| 2013年 | 11月2日～3日 | 第23回日本磁気歯科学会学術大会 | 越野寿   | 第一滝本館 | 磁気歯科学を再考する     |          | [ 6 ] |

## 加盟団体
- 日本歯科医学会

## 関連学会
- 日本歯科医学会
- 日本顎顔面補綴学会